# Mianyang
Pour les articles homonymes, voir Xiantao.
Mianyang (chinois simplifié : 绵阳市 ; chinois traditionnel : 綿陽市 ; pinyin : míanyáng shì ; Wade : Mien-yang shih), anciennement connue sous le nom de Mien-tcheou (綿州), est la deuxième plus importante ville-préfecture de la province du Sichuan en Chine.

## Démographie
La population totale de sa juridiction est d'environ 5,2 millions d'habitants. Plusieurs ethnies vivent à Mianyang, comme les Tibétains et les Qiangs.

## Économie
En 2006, le PIB total a été de 56,1 milliards de yuans, et le PIB par habitant de 11 354 yuans.
Le China Academy of Engineering Physics (CAEP), le laboratoire de recherche le plus important de la Chine sur les armes atomiques se trouve près de Mianyang, dans le district de Zitong. Certains experts jugent peu probable qu'il ait été touché par le séisme du Sichuan de mai 2008, mais le personnel a été évacué.

## Subdivisions administratives
La ville-préfecture de Mianyang exerce sa juridiction sur neuf subdivisions - deux districts, une ville-district, cinq xian et un xian autonome :
- le District de Fucheng - 涪城区, fúchéng qū ;
- le District de Youxian - 游仙区, yóuxiān qū ;
- la ville de Jiangyou - 江油市, jiāngyóu shì ;
- le xian de Santai - 三台县, sāntái xiàn ;
- le xian de Yanting - 盐亭县, yántíng xiàn ;
- le xian d'An - 安县, ān xiàn ;
- le xian de Zitong - 梓潼县, zǐtóng xiàn ;
- le xian de Pingwu - 平武县, píngwǔ xiàn ;
- le xian autonome qiang de Beichuan - 北川羌族自治县, běichuān qiāngzú zìzhìxiàn.

## Transports
La ville est desservie par l'Aéroport de Mianyang Nanjiao

## Jumelages et partenariats internationaux
En 1997, un accord de coopération et une charte de jumelage sont signés entre la Mianyang et la ville française d'Amiens. En 2014, ils sont renouvelés avec pour objectif de rapprocher les deux villes sur les plans économique, culturel et scientifique.

## Personnalités
- Li Bai (701–762), poète de la dynastie Tang.
- Li Shunxian (en) (fl. 899–926), poétesse du royaume de Shu antérieur.
- Lucie Yi Zhenmei (1815–1862), sainte catholique.
- Wang Chiu-chiang (1957–), peintre.
- Wang Yi (1973–), pasteur protestant.
- Li Ziqi (1990-), blogueuse, entrepreneuse et vidéaste web chinoise, est née à Mianyang.

## Ville numérique

### Politiques de la ville numérique à Mianyang
Mianyang se concentre sur la construction des projets de ville numérique, notamment le projet de services urbains unifiés, le projet de promotion de l'e-gouvernance le projet de transport intelligent, le projet de services de santé intelligents, le projet de sécurité publique et le projet de données urbaines et d'intelligence artificielle. Ces projets s'appuieront sur la plate-forme de soutien aux services publics « un guichet unique », utilisant des technologies telles que l'Internet, l'Internet des objets, le Big Data et l'intelligence artificielle pour créer des plates-formes de services publics Internet + ville, des plates-formes de cloud gouvernemental, des plates-formes de contrôle de signaux intelligents, des plates-formes d'informations intégrées pour la gestion sociale, des plates-formes d'application de Big Data, dans le but de réaliser l'intelligence dans les domaines tels que les services urbains, la gouvernance, le transport, les soins de santé et la sécurité publique. L'objectif est de promouvoir la précision de la gouvernance urbaine et l'amélioration du niveau d'intelligence, de favoriser davantage le développement économique de la ville et d'améliorer la qualité de vie des citoyens.

### Plateforme de ville numérique
IBM, en collaboration avec le gouvernement municipal de Mianyang, le groupe Changhong et Pactera, a officiellement lancé le « Mianyang IBM Big Data Analysis Competitiveness Center ». En tant que premier centre de R&D, d'exploitation et de pratique d'IBM centré sur les solutions d'analyse de données volumineuses en Chine, le centre effectue une analyse approfondie et l'utilisation de données sur divers sujets de « Smart Mianyang » pour aider Mianyang à développer une ville intelligente. D'autre part, le centre utilise l'analyse des mégadonnées et la gestion scientifique pour promouvoir la mise en œuvre de la stratégie intelligente du groupe Changhong et sa propre transformation et développement, afin de pratiquer efficacement les maisons numériques et les communautés intelligentes, et d'aider à réaliser la mise en œuvre de la ville intelligente de Mianyang.

## Sources
- (en) Codes téléphoniques et postaux de Chine